# Tikhoje Lake
Der Tikhoje Lake (englisch; russisch Озеро Тихое Osero Tichoje, deutsch ‚Ruhiger See‘) ist ein See an der Knox-Küste des ostantarktischen Wilkeslands. Er liegt in den Bunger Hills. 
Wissenschaftler einer sowjetischen Antarktisexpedition kartierten ihn 1956 und benannten ihn. Das Antarctic Names Committee of Australia übertrug diese Benennung in einer transkribierten Teilübersetzung ins Englische.